# Calidad de los alimentos

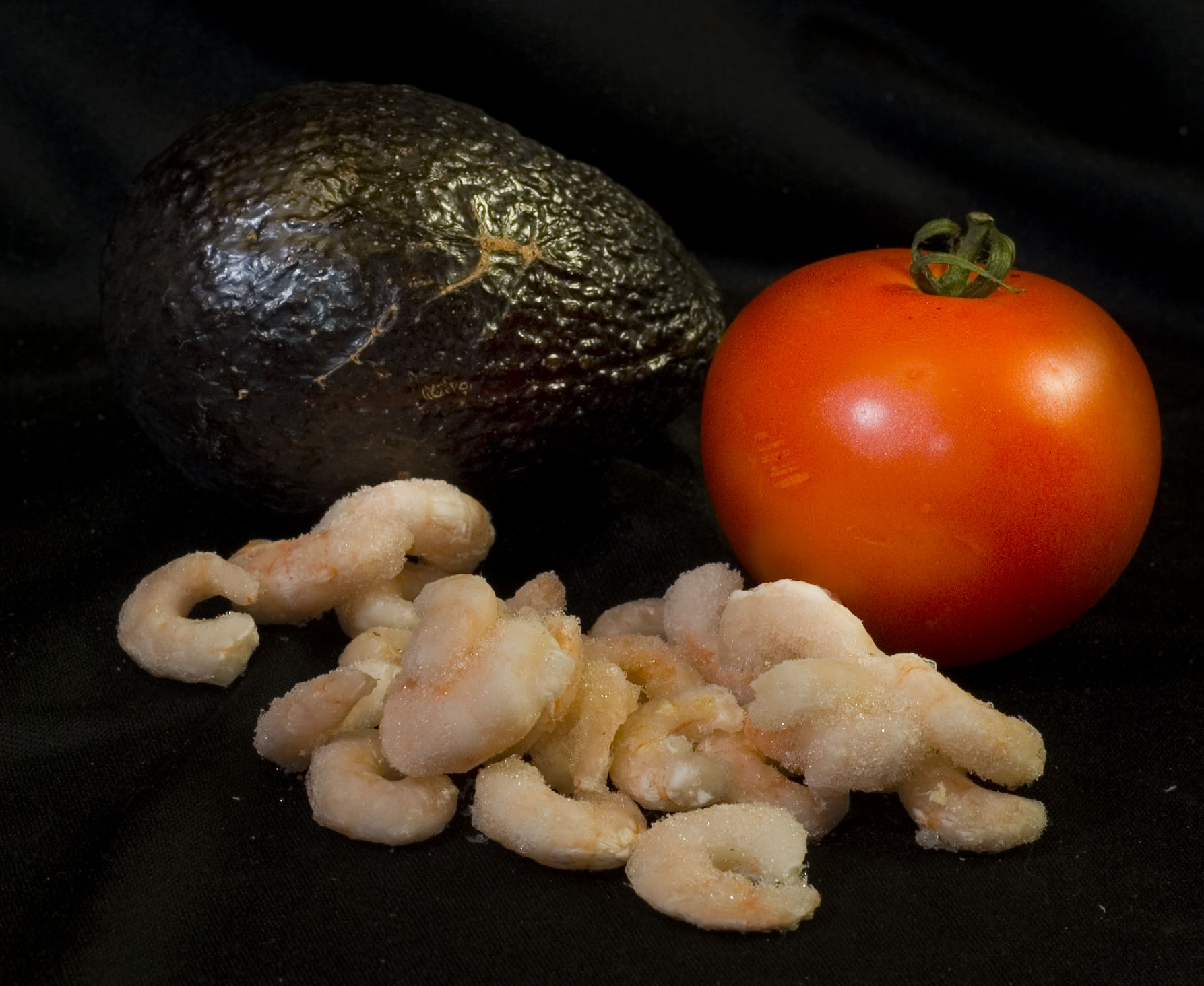
Alimentos conservados con una buena apariencia.

La calidad de los alimentos es el conjunto de cualidades que hacen aceptables los alimentos a los consumidores. Estas cualidades incluyen tanto las percibidas por los sentidos (cualidades sensoriales): sabor, olor, color, textura, forma y apariencia, tanto como las higiénicas y químicas. La calidad de los alimentos es una de las cualidades exigidas a los procesos de manufactura alimentaria, debido a que el destino final de los productos es la alimentación humana y los alimentos son susceptibles en todo momento de sufrir cualquier forma de contaminación. Muchos consumidores requieren que los productos sean manipulados de acuerdo con ciertos estándares, particularmente desean conocer los ingredientes que poseen, debido a una dieta, requerimientos nutricionales (kosher, halal, vegetarianos), o condiciones médicas (como puede ser la diabetes, o simplemente alergias).
La calidad de los alimentos tiene como objeto no sólo las cualidades sensoriales y sanitarias, sino también la trazabilidad de los alimentos durante los procesos industriales que van desde su recolección, hasta su llegada al consumidor final.

## Institutos Internacionales de Selección de Calidad
Existen muchos institutos internacionales de la calidad que prueban los alimentos para indicar a los consumidores cuales son los productos de mejor calidad. El instituto más antiguo que prueba la calidad de los productos de consumo es Monde Selection, fundado en 1961 en Bruselas. Durante las degustaciones de los alimentos el Instituto aplica los criterios siguientes: un análisis sensorial, un análisis bacteriológico y químico y la comunicación entre el fabricante y el consumidor. En resumen, los factores principales que cuentan son: gusto, salud, conveniencia, etiquetado, envase, respeto del medio ambiente e innovación. Así como los consumidores requieren que los productos sean manipulados de acuerdo con ciertos estándares, el Instituto Monde Selection también tiene en cuenta la filosofía de la legislación alimentaria europea.

## Organismos Genéticamente Modificados
Un Organismo Genéticamente Modificado (OGM) es un organismo (bacteria, hongo, planta o animal) cuyo ADN ha sido manipulado y modificado con el fin de conseguir una “mejora” en dichos organismos. Este proceso se lleva a cabo mediante técnicas de ingeniería genética, las cuales pueden extraer el gen que se considere “innecesario” para la función que se busca, o introducir artificialmente genoma de otras especies, y así replicar y adquirir las características del mismo. Los organismos que estén modificados genéticamente se los conocerá como “híbridos”, y a su vez, aquellos a los que se les incorpora genoma externo de otras especies se los conocerá como “transgénicos”. Estos OGM poseerán características distintas a las del organismo original.

### Alimentos Modificados Genéticamente (Transgénicos)
La modificación del genoma se utiliza principalmente en la agroindustria, donde se manipulan los alimentos con el objetivo de que los mismos produzcan proteínas de interés para la industria. Esto se logra mediante la incorporación de genomas ajenos al organismo que sean capaces de administrar ciertos rasgos que beneficien al producto y garanticen su rentabilidad en el mercado, como la resistencia a plagas y herbicidas, la calidad nutricional, la tolerancia a heladas, etc.

#### Alimentos Modificados Genéticamente en el mundo
En algunos países del mundo, han sido aprobados para su comercialización los siguientes cultivos transgénicos:
- Soja resistente a glufosinato y glifosato.
- Canola tolerante a glifosato.
- Canola tolerante a glufosinato.
- Maíz resistente al taladro y al glifosato.
- Tomate de maduración lenta.
- Tomate resistente a virus.
- Papa resistente a virus.
- Calabaza resistente a virus.
- Papaya resistente a virus.
- Colza tolerante a glifosato.
- Papa tolerante a glifosato.
- Remolacha tolerante a glifosato.
- Calabaza tolerante a glifosato.

#### Alimentos Modificados Genéticamente en Argentina
En Argentina, los alimentos modificados genéticamente que cuentan con su aprobación para la comercialización son:
- Soja RR (tolerante al glifosato).
- Maíz Bt (resistente a lepidópteros).
- Maíz Ll (tolerante al glufosinato de amonio).
- Algodón Bt (resistente a lepidópteros).
- Algodón (tolerante al glifosato).